# Foulain
Foulain är en kommun i departementet Haute-Marne i regionen Grand Est (tidigare regionen Champagne-Ardenne) i nordöstra Frankrike. Kommunen ligger i kantonen Chaumont-Sud som tillhör arrondissementet Chaumont. År 2022 hade Foulain 681 invånare.

## Befolkningsutveckling
Antalet invånare i kommunen Foulain
| Referens: INSEE |